# گاز بوز
یک گاز ایده‌آلِ بوز یک نسخهٔ ذره-مکانیکی از گاز ایده‌آل خیلی خوب می‌باشد، که از بوزون‌هایی تشکیل شده‌است که تعداد مشخصی چرخش به دور خود دارند و از آمار بوز-انیشتین پیروی می‌کنند. مکانیک آماریِ بوزون‌ها برای فوتون‌ها توسط ستیندرا ناث ایجاد شد و توسط آلبرت انیشتین، که فهمید در درجه حرارتِ کافیِ پایین گاز ایده‌آل بوزونی تقطیر می‌شود، به ذرات بزرگ گسترش داده شد. این محصول میعان به عنوان محصول میعان بوز-انیشتین شناخته می‌شود.